# Plasmodium coulangesi
Plasmodium coulangesi es un parásito del género Plasmodium subgénero Vinckeia. 
Como todos las especeis de Plasmodium, P. coulangesi tiene huéspedes vertebrados e insectos. Los vertebrados de este parásito son mamíferos.

## Descripción
El parásito fue descrito por primera vez por Lepers et al. en 1989.

## Desarrollo clínico y patología
El único huésped de Plasmodium coulangesi es el lémur negro (Eulemur macaco macaco). La forma, tamaño y color del eritrocito parasitado no se alteran por la presencia del parásito.  El eschizonte maduro produce 6 eschizontes. 